# Drogentod

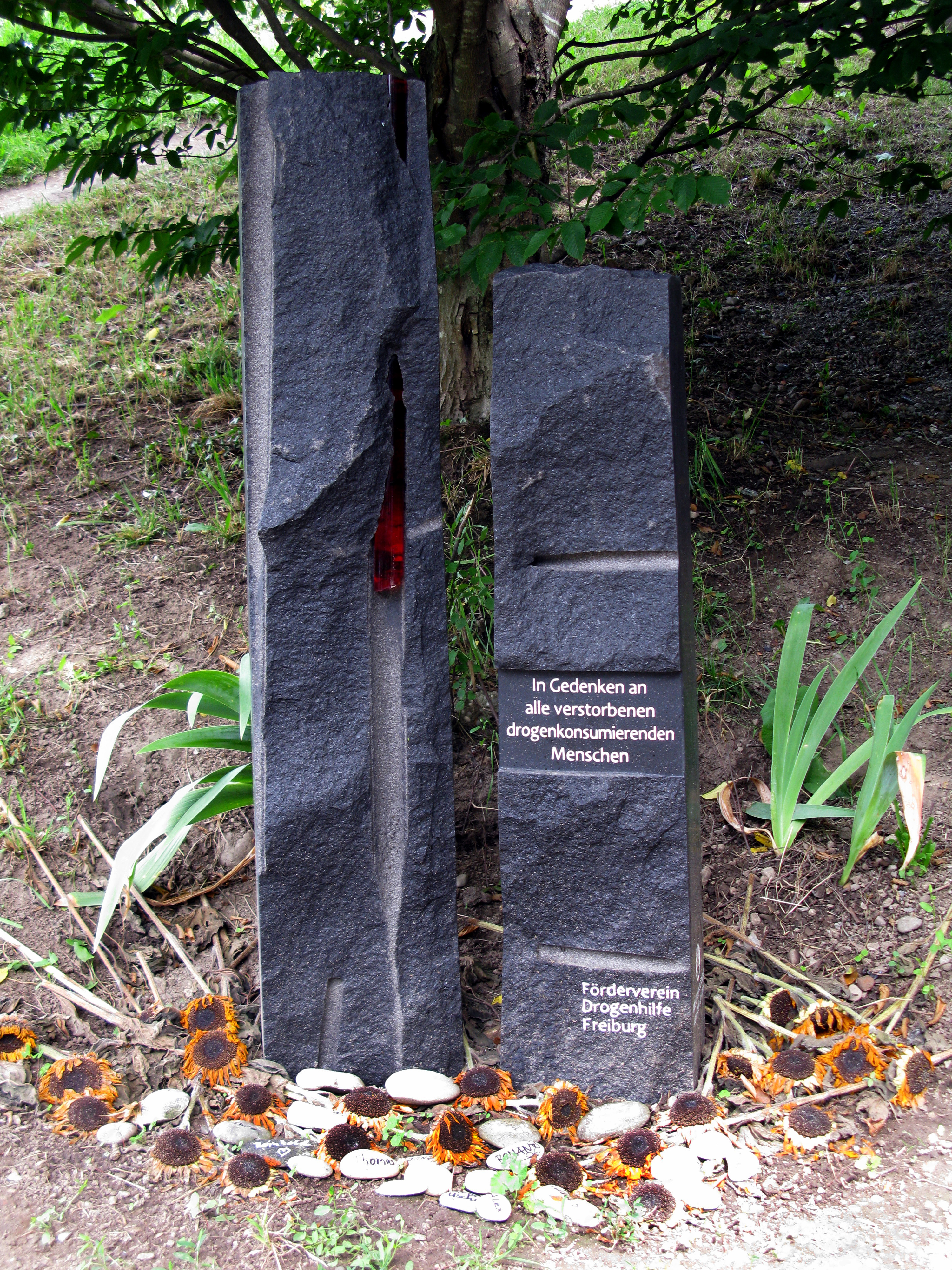
Gedenkstelen für Drogentote an der Dreisam in Freiburg im Breisgau

Der Drogentod oder Rauschgifttod bezeichnet den Tod durch den Konsum von illegalen Drogen. Üblicherweise nicht als Drogentote bezeichnet werden die Opfer legaler Drogen (z. B. Tabak, Alkohol und Medikamente), obwohl es sie deutlich häufiger gibt. Zum Vergleich: Drogentote gab es im Jahr 2011 in Deutschland etwa 1000, als Folge von Alkoholmissbrauch über 70.000 und als Folge des Tabakrauchens über 110.000 Todesfälle.
Der Drogentod wird häufig direkt durch eine Überdosis verursacht, seltener indirekt durch Unfälle unter Substanzeinfluss.
Die mit Abstand tödlichsten illegalen Drogen sind in Deutschland, den USA und vielen weiteren westlichen Industrienationen seit langem Opioide wie bspw. Heroin (siehe auch „Goldener Schuss“), gefolgt von Kokain/Crack und Crystal Meth. Die anderen ebenso verbreiteten illegalen Drogen führen deutlich seltener zum Tod durch Überdosis (z. B. Ketamin, Ecstasy und Speed), manche nie (z. B. Cannabis und Psychedelika).

## Situation nach Region

### Deutschland
Nach Angaben des Bundeskriminalamtes (BKA) gab es 2023 in Deutschland 2.227 drogenbedingte Todesfälle. Das ist die höchste Zahl seit Beginn der Erfassung 1973. Die Indidenz beläuft sich auf 2,64 Fälle pro 100.000 Einwohner, was nach 1991 die zweithöchste Inzidenz ist.
Von den drogenbedingten Todesfällen, die in der Datenbank des BKA erfasst wurden, waren 2023 fast 83 % männlich, dieser Wert ist seit Jahrzehnten weitestgehend konstant. Das mediane Alter betrug 41 Jahre ohne wesentlichen Unterschied zwischen Männern und Frauen. Die Datenbank des BKA ist eine Unterschätzung und erfasst auch nicht die Mortalität drogenbedingter Folgeerkrankungen.
Nur bei 23 % der drogenbedingten Todesfälle war lediglich eine Substanz beteiligt, in 66 % lag ein Mischkonsum von mindestens zwei Substanzen vor (übrige 10 % unbekannt). Bei 56 % der Todesfälle war mindestens ein Opiat oder Opioid beteiligt, bei 32 % war dies Heroin oder Morphin und bei 29 % ein Substitutionsmittel, meist Methadon.
|  |

#### Gesetzliche Definition
Als Drogentoter wird in Deutschland laut einer polizeiinternen Dienstvorschrift (PDV 386) aus dem Jahre 1979 statistisch erfasst, wer eines von vier Kriterien erfüllt (Stand: 2024):

„Eine Meldepflicht besteht demnach für Todesfälle, die in einem kausalen Zusammenhang mit dem missbräuchlichen Konsum von Betäubungs- und Ausweichmitteln stehen. Darunter fallen
1. Todesfälle infolge beabsichtigter oder unbeabsichtigter Überdosierung (Organversagen aufgrund einer akuten Vergiftung),
2. Todesfälle infolge langzeitlichen Missbrauchs (Langzeitschäden, drogentoxische Schädigungen durch konsumierte Substanzen, verminderte körperliche Abwehrkräfte, Schädigungen durch Streckungsmittel, Erkrankungen und Infektionen durch i. v. Applikation, Hepatitis C, HIV),
3. Selbsttötung aus Verzweiflung über die Lebensumstände oder unter Einwirkungen von Entzugserscheinungen (außer durch Überdosierungen) und
4. tödliche Unfälle von unter Drogeneinfluss stehenden Personen (v. a. im Straßenverkehr).“

Bei der Aufnahme der Daten ergeben sich einige Probleme, da die Verarbeitung der Drogentotenmeldungen gemäß dieser Dienstvorschrift in den Bereich der Polizei fällt. Die statistischen Landesämter, die sämtliche Todesfälle erfassen, greifen jedoch zunächst auf Daten aus dem Gesundheitswesen zurück.

### Österreich
| Jahr                              | 2003 | 2004 | 2005 | 2006 | 2007 | 2008 | 2009 | 2010 | 2011 | 2012 | 2013 | 2014 | 2015 | 2016 | 2017 | 2018 | 2019 | 2020 | 2021 | 2022 |
| --------------------------------- | ---- | ---- | ---- | ---- | ---- | ---- | ---- | ---- | ---- | ---- | ---- | ---- | ---- | ---- | ---- | ---- | ---- | ---- | ---- | ---- |
| Anzahl drogenbezogener Todesfälle |      |      |      |      | 175  | 201  | 206  | 187  | 201  | 161  | 138  | 122  | 153  | 165  | 154  | 184  | 196  | 191  | 235  | 248  |
| davon durch Obduktion verifiziert | 163  | 185  | 191  | 197  | 175  | 169  | 187  | 170  | 177  | 139  | 122  | 102  | 126  | 146  | 126  | 160  | 168  | 155  | 188  | 195  |

### Schweiz
| Jahr | 1995 | 1996 | 1997 | 1998 | 1999 | 2000 | 2001 | 2002 | 2003 | 2004 | 2005 | 2006 | 2007 | 2008 | 2009 | 2010 | 2011 | 2012 | 2013 | 2014 | 2015 | 2016 | 2017 | 2018 | 2019 | 2020 | 2021 | 2022 | 2023 |
| Tote | 376  | 320  | 255  | 227  | 213  | 222  | 221  | 214  | 202  | 210  | 241  | 180  | 183  | 198  | 171  | 137  | 125  | 121  | 126  | 134  | 132  | 136  | 137  | 165  | 141  | 142  | 147  | 160  | 192  |

### Europäische Union
Die meisten Staaten wählen einen konkreten, medizinischen Begriff und erfassen diesen über internationale Kodierungsverfahren (z. B. ICD-10). Im Jahr 2000 gab es in der gesamten Europäischen Union 8.838 Drogentote. Bei einer Bevölkerung von ca. 500 Millionen Menschen sind das ca. 2 Drogentote je 100.000 Einwohner und Jahr oder 0,002 Prozent.

### Vereinigte Staaten

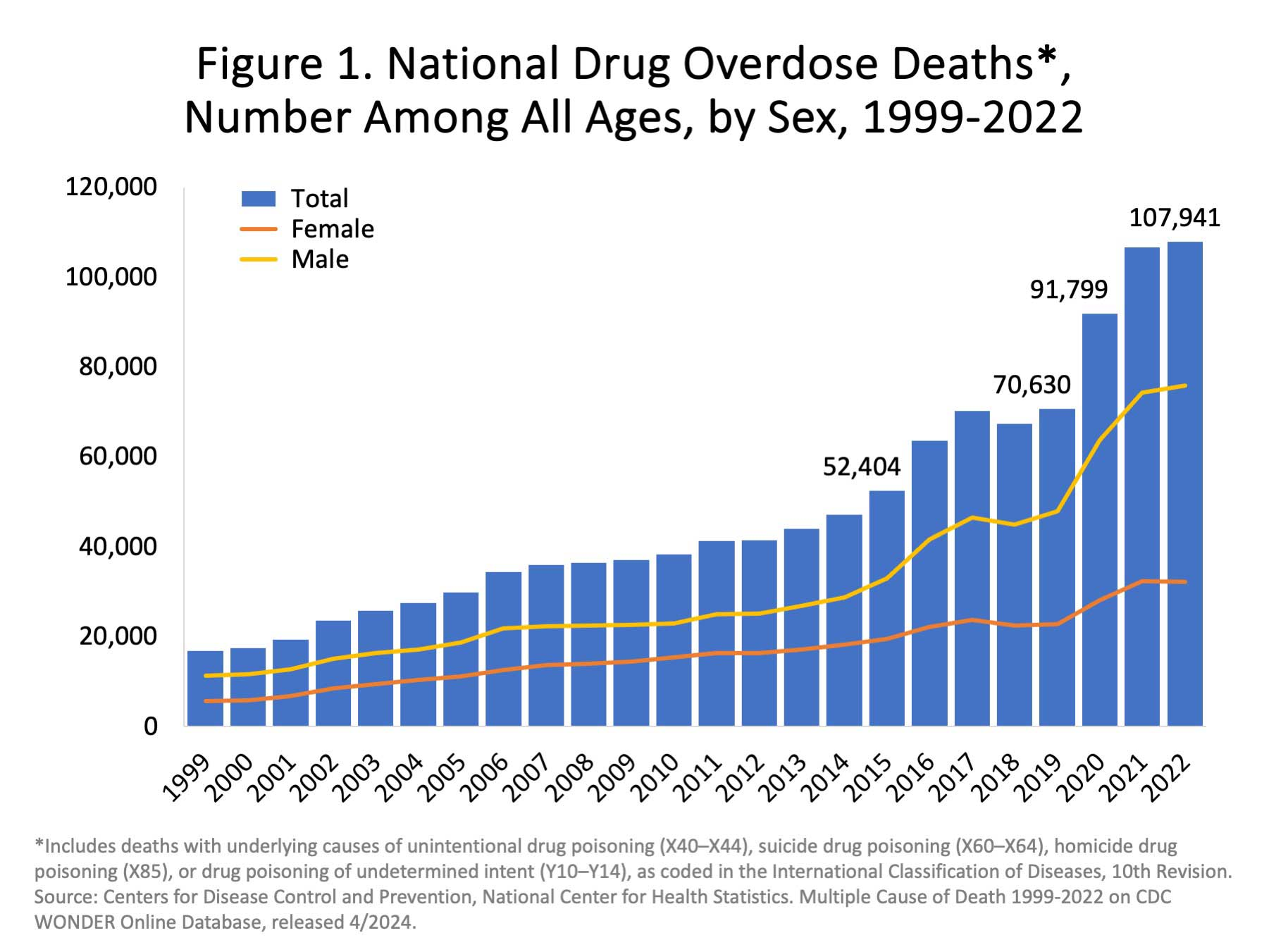
Drogentote in den USA

Im Jahr 2000 gab es in den USA ca. 17.000 Drogentote.
In Folge der „drug crisis“ im gesamten Land kam es zu einem starken Anstieg der Drogentoten auf 47.000 im Jahr 2014. In manchen Bundesstaaten wurde die Drogenkrise von der Bevölkerung als derzeit größtes Problem bezeichnet. Als Hauptursache wird ein sprunghafter Anstieg bei den Abhängigkeiten von verschreibungspflichtigen Schmerzmitteln und Heroin in Teilen der Bevölkerung betrachtet. Bezogen auf die Gesamtbevölkerung starben 2014 ungefähr 15 Personen je 100.000 Einwohner und Jahr oder 0,015 Prozent an den Folgen von Drogenmissbrauch.
2015 stieg die Zahl der Drogentoten in den USA weiter auf 52.000, wovon 33.000 durch Opioide starben. Die Opferzahlen konzentrierten sich dabei in bestimmten Bevölkerungsgruppen. Im Bundesstaat West Virginia waren 2015 im Durchschnitt etwas mehr als 3 von 100 Todesfällen auf Überdosierung von Drogen zurückzuführen, in einer besonders gefährdeten Bevölkerungsgruppe, männlichen Weißen zwischen 15 und 34 Jahren, lag die Rate jedoch bei 28 von 100 Todesfällen.
2016 erreichte die Zahl der Drogentoten in den USA mit etwa 59.000 einen neuen Höchststand. Zur Verschärfung der Lage hätte nach Presserecherchen besonders die zunehmende Verbreitung illegal hergestellter Fentanyl-Präparate unter Drogenabhängigen beigetragen, darunter auch das als besonders gefährlich eingeschätzte Carfentanyl.
Auch 2017 hielt der Anstieg der Todesfälle durch Rauschdrogen an. Es starben ca. 72.000 Menschen den Drogentod, darunter etwa 30.000 an Opioiden. Dies entspricht ungefähr 22 Personen je 100.000 Einwohner.

### Russland
Im Dezember 2010 gab der Chef der nationalen Drogenkontrollbehörde Russlands, Viktor Iwanow, die Zahl von 100.000 Drogentoten für das Jahr 2010 bekannt. Dabei sprach er von einer „apokalyptischen Dimension“. Die Zahl der Rauschgiftsüchtigen gab er mit fünf Millionen an. Bezogen auf die Gesamtbevölkerung von rund 140 Millionen entspricht das jährlich 70 Drogentoten pro 100.000 Einwohner oder 0,07 Prozent.